# Großer Preis von Frankreich 1962
Der Große Preis von Frankreich 1962 (offiziell XLVIII Grand Prix de l'A.C.F.) fand am 8. Juli auf dem Rouen-les-Essarts in Rouen statt und war das vierte Rennen der Automobil-Weltmeisterschaft 1962.

## Berichte

### Hintergrund
Nachdem Porsche beim Großen Preis von Belgien 1962 wegen eines Streiks nicht am Rennen teilgenommen hatte, musste beim Großen Preis von Frankreich die Scuderia Ferrari alle ihre gemeldeten Wagen zurückziehen, da ein Streik der Metallverarbeitungsindustrie in Italien einen Lieferungsstopp wichtiger Ersatzteile verursachte. Für Ferrari blieb die Saison deshalb weiter ohne Sieg, nachdem sie die Automobilweltmeisterschaft 1961 noch dominiert hatten.
Porsche war nach dem einen Rennen Pause zurückgekehrt und fuhr den Rest der Saison weiterhin mit seinen Fahrern Dan Gurney und Joakim Bonnier. Auch die anderen Werksteams behielten ihre Fahrerpaarungen bei. Weitere Änderungen gab es jedoch bei den Teams mit privaten Wagen. Roy Salvadori wurde nach einem Rennen Pause für den Rest der Saison der zweite Fahrer beim Bowmaker Racing Team und fuhr wie sein Teamkollege John Surtees einen Lola Mk4. Jackie Lewis kehrte ebenfalls zurück und fuhr für die Ecurie Galloise einen Cooper T53. Die Ecurie Filipinetti meldete einen Lotus 21 und einen Lotus 24 für Joseph Siffert, der den Lotus 24 dann im Training und im Rennen fuhr.
Der Große Preis von Frankreich fand in den vier vorangegangenen Jahren auf dem Circuit de Reims-Gueux statt. Ab 1962 sollte der Grand Prix wieder im jährlichen Wechsel auf den beiden Rennstrecken ausgetragen werden. Das letzte Rennen im Rahmen der Automobilweltmeisterschaft auf Rouen-les-Essarts zuvor war der Große Preis von Frankreich 1957. Trotz des Wechsels des Austragungsortes fand 1962 ein Grand Prix in Reims statt, den Bruce McLaren auf Cooper gewann, das Rennen zählte aber nicht zur Automobilweltmeisterschaft.
Mit Jack Brabham nahm ein ehemaliger Sieger teil, bei den Konstrukteuren war vorher Cooper einmal erfolgreich. In der Fahrerwertung führte Graham Hill vor Phil Hill, McLaren und Jim Clark, in der Konstrukteurswertung hatte B.R.M. einen Punkt Vorsprung auf Lotus und zwei auf Ferrari.

### Training
Der Kampf um die Pole-Position war ein Duell zwischen Clark und Graham Hill, den Clark mit zwei Zehntelsekunden Vorsprung gewann. Damit gewann er die zweite Pole-Position der Saison, nachdem er bereits in Monaco von Platz eins gestartet war. McLaren wurde im Training Dritter und qualifizierte sich vor seinem ehemaligen Teamkollegen Brabham, der einen privaten Lotus fuhr. Surtees auf Lola wurde Fünfter, Gurney auf Porsche Sechster und Masten Gregory Siebter. Damit waren sieben verschiedene Teams auf den ersten sieben Startplätzen vertreten. Die ersten zehn wurden von Innes Ireland, Bonnier und Richie Ginther komplettiert.

### Rennen

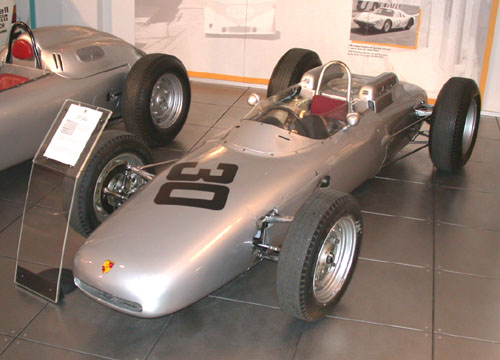
Einziger Sieg des Porsche 804

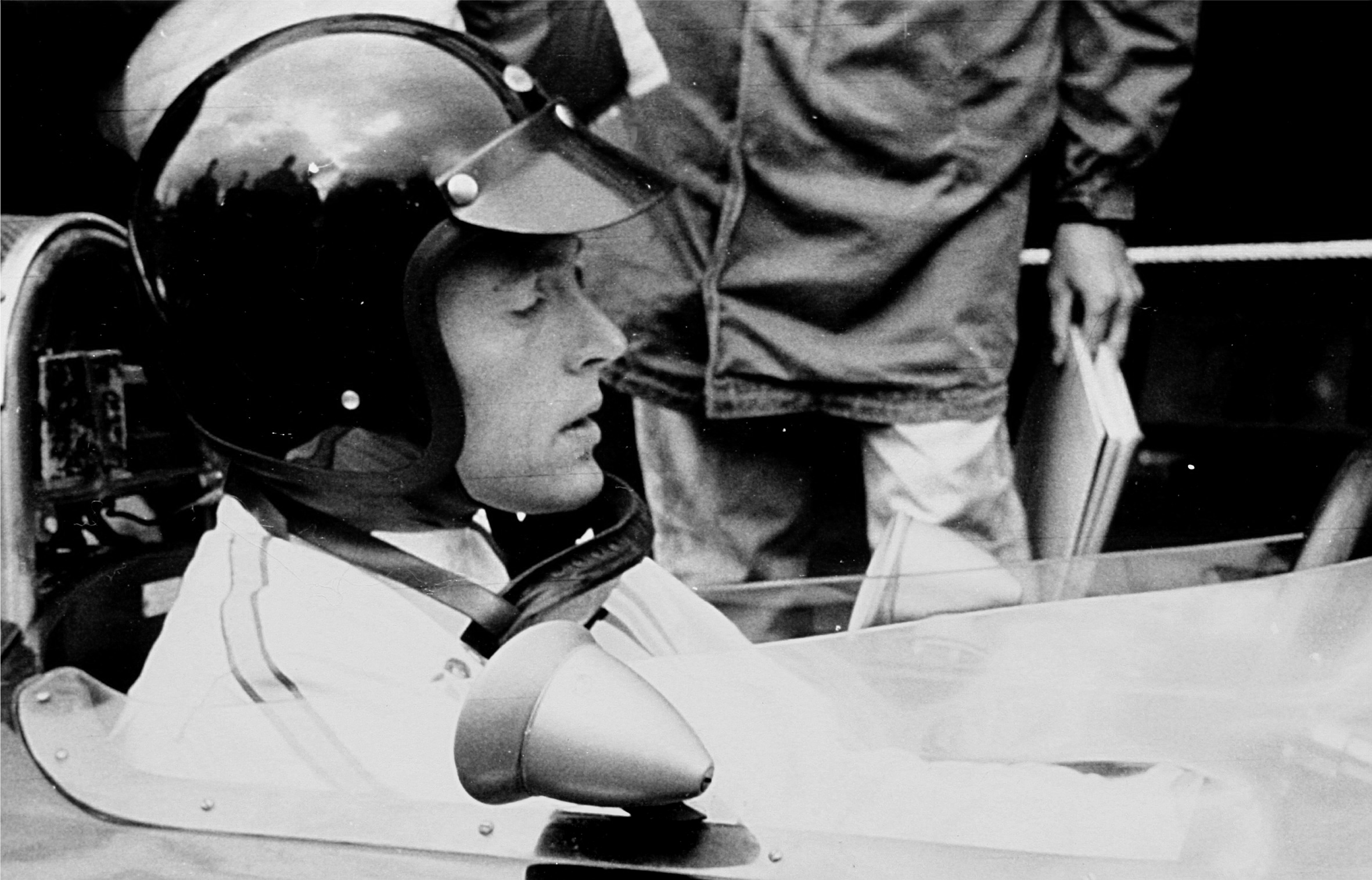
Erster Sieg von Dan Gurney

Am Start setzte sich Graham Hill durch und übernahm die Führung. Hinter ihm kämpften Clark, Surtees, McLaren und Brabham um den zweiten Platz. In der zweiten Rennrunde schied Ireland mit einem Reifenschaden aus. Für Siffert war der Grand Prix nach der sechsten Runde beendet, da sein Lotus einen Kupplungsschaden hatte. Brabham fiel fünf Runden später mit einem Aufhängungsschaden aus. McLaren drehte sich durch Getriebeprobleme von der Strecke und beschädigte seinen Wagen an der Streckenbegrenzung, fuhr jedoch noch an die Box und nahm das Rennen nach einer Reparatur seines Coopers wieder auf. Surtees legte ebenfalls einen Boxenstopp ein, um Reparaturen an seinem Wagen durchführen zu lassen. Damit verblieben an der Spitze Graham Hill und Clark, neuer Dritter war Gurney vor Gregory und Bonnier. Doch auch diese Fahrer bekamen in den folgenden Runden technische Probleme. Gregory beendete das Rennen, weil sein Lotus überhitzte, Bonnier schied mit Getriebeschaden aus, wurde aber noch als Zehnter gewertet, da er mehr als die dafür nötige Renndistanz zurückgelegt hatte. Außerdem gab in Runde 21 Salvadori das Rennen nach einem Defekt auf und blieb damit weiterhin ohne Zielankunft in der Saison.
Beim Überrunden kollidierte der führende Graham Hill mit Lewis, dessen Wagen Bremsprobleme hatte. Für Lewis bedeutete die Kollision das Rennende, Graham Hill fuhr weiter, verlor jedoch die Führung an Clark. Zwei Runden später erlitt Clarks Lotus einen Aufhängungsschaden und Clark stellte seinen Wagen ab. Graham Hill lag anschließend mehrere Runden in Führung, bevor der Motor des B.R.M. durch Fehlzündungen Leistung verlor. Graham Hill fiel ans Ende des Feldes zurück und wurde mit zehn Runden Rückstand Neunter. Kurz vor Rennende lockerte sich der Gaszug von Ginthers Gaspedal. Er beschleunigte seinen Wagen deshalb mit der Hand. Surtees erreichte die Ziellinie mit Getriebeproblemen und drosselte darauf sehr schnell seine Geschwindigkeit. Trintignant wurde davon überrascht und wich aus, wodurch er mit dem hinter ihm fahrenden Taylor kollidierte. Den schweren Unfall überstanden beide Fahrer unverletzt.
Gurney fuhr den ersten Sieg seiner Karriere in der Automobilweltmeisterschaft ein. Dabei überrundete er alle anderen im Rennen verbliebenen Fahrer. Für Porsche war es der einzige Sieg ihrer Teamgeschichte im Formelsport. Ab 1963 konzentrierte sich Porsche ausschließlich auf die Sportwagenweltmeisterschaft und zog sich aus dem Formelsport zurück. Erst beim Großen Preis von Kanada 2008 gewann mit BMW Sauber erneut ein deutscher Konstrukteur einen Grand Prix. Zwei Jahre später gewann Gurney ebenfalls beim Großen Preis von Frankreich erneut ein Rennen.
Tony Maggs wurde mit einer Runde Rückstand Zweiter und damit der erste südafrikanische Fahrer, der einen Podestplatz erreichte. Ginther wurde mit zwei Runden Rückstand Dritter, McLaren erreichte trotz langer Reparatur seines Wagens den vierten Platz. Erneut fuhr Surtees in die Punkte auf Rang fünf, De Beaufort wurde Sechster vor Trintignant und Taylor. In der Fahrerwertung behielt Graham Hill zwei Punkte Vorsprung auf Phil Hill, McLaren verbesserte sich auf Rang drei, Gurney auf Rang fünf. In der Konstrukteurswertung blieb B.R.M. weiterhin in Führung und hatte nach dem Rennen drei Punkte Vorsprung auf Cooper und fünf Punkte Vorsprung auf Lotus.

## Meldeliste
| Team                        | Nr. | Fahrer                  | Chassis     | Motor          | Reifen |
| --------------------------- | --- | ----------------------- | ----------- | -------------- | ------ |
| Owen Racing Organisation    | 08  | Graham Hill             | BRM P57     | BRM 1.5 V8     | D      |
| Owen Racing Organisation    | 10  | Richie Ginther          | BRM P57     | BRM 1.5 V8     | D      |
| Team Lotus                  | 12  | Jim Clark               | Lotus 25    | Climax 1.5 V8  | D      |
| Team Lotus                  | 12  | Jim Clark               | Lotus 24    | Climax 1.5 V8  | D      |
| Team Lotus                  | 14  | Trevor Taylor           | Lotus 24    | Climax 1.5 V8  | D      |
| Bowmaker Racing Team        | 18  | John Surtees            | Lola Mk4    | Climax 1.5 V8  | D      |
| Bowmaker Racing Team        | 20  | Roy Salvadori           | Lola Mk4    | Climax 1.5 V8  | D      |
| Cooper Car Company          | 22  | Bruce McLaren           | Cooper T60  | Climax 1.5 V8  | D      |
| Cooper Car Company          | 24  | Tony Maggs              | Cooper T60  | Climax 1.5 V8  | D      |
| Brabham Racing Organisation | 26  | Jack Brabham            | Lotus 24    | Climax 1.5 V8  | D      |
| Rob Walker Racing Team      | 28  | Maurice Trintignant     | Lotus 24    | Climax 1.5 V8  | D      |
| Porsche                     | 30  | Dan Gurney              | Porsche 804 | Porsche 1.5 B8 | D      |
| Porsche                     | 32  | Joakim Bonnier          | Porsche 804 | Porsche 1.5 B8 | D      |
| UDT Laystall Racing Team    | 34  | Masten Gregory          | Lotus 24    | BRM 1.5 V8     | D      |
| UDT Laystall Racing Team    | 36  | Innes Ireland           | Lotus 24    | Climax 1.5 V8  | D      |
| Ecurie Maarsbergen          | 38  | Carel Godin de Beaufort | Porsche 718 | Porsche 1.5 B4 | D      |
| Ecurie Filipinetti          | 40  | Joseph Siffert          | Lotus 24    | BRM 1.5 V8     | D      |
| Ecurie Filipinetti          | 40  | Joseph Siffert          | Lotus 21    | Climax 1.5 L4  | D      |
| Ecurie Galloise             | 42  | Jackie Lewis            | Cooper T53  | Climax 1.5 L4  | D      |

Anmerkungen
1. 1 2  Jim Clark fuhr den Lotus 25 mit der Nummer 12 in den Trainingssitzungen und im Rennen.
2. 1 2  Joseph Siffert fuhr den Lotus 24 mit der Nummer 40 in den Trainingssitzungen und im Rennen.

## Klassifikationen

### Startaufstellung
| Pos. | Fahrer                  | Konstrukteur  | Zeit   | Ø-Geschwindigkeit | Start |
| ---- | ----------------------- | ------------- | ------ | ----------------- | ----- |
| 01   | Jim Clark               | Lotus-Climax  | 2:14,8 | 174,71 km/h       | 01    |
| 02   | Graham Hill             | B.R.M.        | 2:15,0 | 174,45 km/h       | 02    |
| 03   | Bruce McLaren           | Cooper-Climax | 2:15,4 | 173,94 km/h       | 03    |
| 04   | Jack Brabham            | Lotus-Climax  | 2:16,1 | 173,04 km/h       | 04    |
| 05   | John Surtees            | Lola-Climax   | 2:16,3 | 172,79 km/h       | 05    |
| 06   | Dan Gurney              | Porsche       | 2:16,5 | 172,54 km/h       | 06    |
| 07   | Masten Gregory          | Lotus-B.R.M.  | 2:17,3 | 171,53 km/h       | 07    |
| 08   | Innes Ireland           | Lotus-Climax  | 2:17,5 | 171,28 km/h       | 08    |
| 09   | Joakim Bonnier          | Porsche       | 2:17,9 | 170,78 km/h       | 09    |
| 10   | Richie Ginther          | B.R.M.        | 2:18,2 | 170,41 km/h       | 10    |
| 11   | Tony Maggs              | Cooper-Climax | 2:18,6 | 169,92 km/h       | 11    |
| 12   | Trevor Taylor           | Lotus-Climax  | 2:19,1 | 169,31 km/h       | 12    |
| 13   | Maurice Trintignant     | Lotus-Climax  | 2:20,8 | 167,27 km/h       | 13    |
| 14   | Roy Salvadori           | Lola-Climax   | 2:21,3 | 166,68 km/h       | 14    |
| 15   | Joseph Siffert          | Lotus-B.R.M.  | 2:23,4 | 164,23 km/h       | 15    |
| 16   | Jackie Lewis            | Cooper-Climax | 2:25,5 | 161,86 km/h       | 16    |
| 17   | Carel Godin de Beaufort | Porsche       | 2:26,5 | 160,76 km/h       | 17    |

### Rennen
| Pos. | Fahrer                  | Konstrukteur  | Runden | Stopps | Zeit        | Start | Schnellste Runde |
| ---- | ----------------------- | ------------- | ------ | ------ | ----------- | ----- | ---------------- |
| 01   | Dan Gurney              | Porsche       | 54     |        | 2:07:35,5   | 06    | 2:18,6           |
| 02   | Tony Maggs              | Cooper-Climax | 53     |        | + 1 Runde   | 11    | 2:23,7           |
| 03   | Richie Ginther          | B.R.M.        | 52     |        | + 2 Runden  | 10    | 2:21,0           |
| 04   | Bruce McLaren           | Cooper-Climax | 51     |        | + 3 Runden  | 03    | 2:21,9           |
| 05   | John Surtees            | Lola-Climax   | 51     |        | + 3 Runden  | 05    | 2:20,1           |
| 06   | Carel Godin de Beaufort | Porsche       | 51     |        | + 3 Runden  | 17    | 2:28,8           |
| 07   | Maurice Trintignant     | Lotus-Climax  | 50     |        | + 3 Runden  | 13    | 2:22,7           |
| 08   | Trevor Taylor           | Lotus-Climax  | 48     |        | + 6 Runden  | 12    | 2:24,8           |
| 09   | Graham Hill             | B.R.M.        | 44     |        | + 10 Runden | 02    | 2:16,9           |
| 10   | Joakim Bonnier          | Porsche       | 43     |        | + 11 Runden | 09    | 2:22,5           |
| –    | Jim Clark               | Lotus-Climax  | 34     |        | DNF         | 01    | 2:18,4           |
| –    | Jackie Lewis            | Cooper-Climax | 28     |        | DNF         | 16    | 2:28,6           |
| –    | Roy Salvadori           | Lola-Climax   | 21     |        | DNF         | 14    | 2:24,4           |
| –    | Masten Gregory          | Lotus-B.R.M.  | 15     |        | DNF         | 07    | 2:21,7           |
| –    | Jack Brabham            | Lotus-Climax  | 11     |        | DNF         | 04    | 2:21,9           |
| –    | Joseph Siffert          | Lotus-B.R.M.  | 6      |        | DNF         | 15    | 2:30,0           |
| –    | Innes Ireland           | Lotus-Climax  | 2      |        | DNF         | 08    | 3:11,2           |

## WM-Stände nach dem Rennen
Die ersten sechs des Rennens bekamen 9, 6, 4, 3, 2, 1 Punkte. Es zählten nur die fünf besten Ergebnisse aus neun Rennen. In der Konstrukteurswertung zählten dabei nur die Punkte des bestplatzierten Fahrers eines Teams.

### Fahrerwertung
| Pos. | Fahrer             | Konstrukteur  | Punkte |
| ---- | ------------------ | ------------- | ------ |
| 01   | Graham Hill        | B.R.M.        | 16     |
| 02   | Phil Hill          | Ferrari       | 14     |
| 03   | Bruce McLaren      | Cooper-Climax | 12     |
| 04   | Jim Clark          | Lotus-Climax  | 9      |
| 05   | Dan Gurney         | Porsche       | 9      |
| 06   | Tony Maggs         | Cooper-Climax | 8      |
| 07   | John Surtees       | Lola-Climax   | 7      |
| 08   | Trevor Taylor      | Lotus-Climax  | 6      |
| 09   | Lorenzo Bandini    | Ferrari       | 4      |
| 10   | Richie Ginther     | B.R.M.        | 4      |
| 11   | Giancarlo Baghetti | Ferrari       | 3      |
| 12   | Ricardo Rodríguez  | Ferrari       | 3      |
| 13   | Jo Bonnier         | Porsche       | 2      |

| Pos. | Fahrer                  | Konstrukteur    | Punkte |
| ---- | ----------------------- | --------------- | ------ |
| 14   | Carel Godin de Beaufort | Porsche         | 2      |
| 15   | Jack Brabham            | Lotus-Climax    | 1      |
| 16   | Willy Mairesse          | Ferrari         | 0      |
| 17   | Maurice Trintignant     | Lotus-Climax    | 0      |
| 18   | Lucien Bianchi          | Lotus-Climax    | 0      |
| 19   | Jo Siffert              | Lotus-Climax    | 0      |
| 20   | John Campbell-Jones     | Lotus-Climax    | 0      |
| –    | Innes Ireland           | Lotus-Climax    | 0      |
| –    | Roy Salvadori           | Lola-Climax     | 0      |
| –    | Jackie Lewis            | Cooper-Climax   | 0      |
| –    | Masten Gregory          | Lotus-Climax    | 0      |
| –    | Wolfgang Seidel         | Emeryson-Climax | 0      |
| –    | Ben Pon                 | Porsche         | 0      |

### Konstrukteurswertung
| Pos. | Konstrukteur | Punkte |
| ---- | ------------ | ------ |
| 01   | B.R.M.       | 20     |
| 02   | Cooper       | 17     |
| 03   | Lotus        | 15     |
| 04   | Ferrari      | 14     |

| Pos. | Konstrukteur | Punkte |
| ---- | ------------ | ------ |
| 05   | Porsche      | 12     |
| 06   | Lola         | 7      |
| 07   | Emeryson     | 0      |